# Cruz y Medalla Independencia

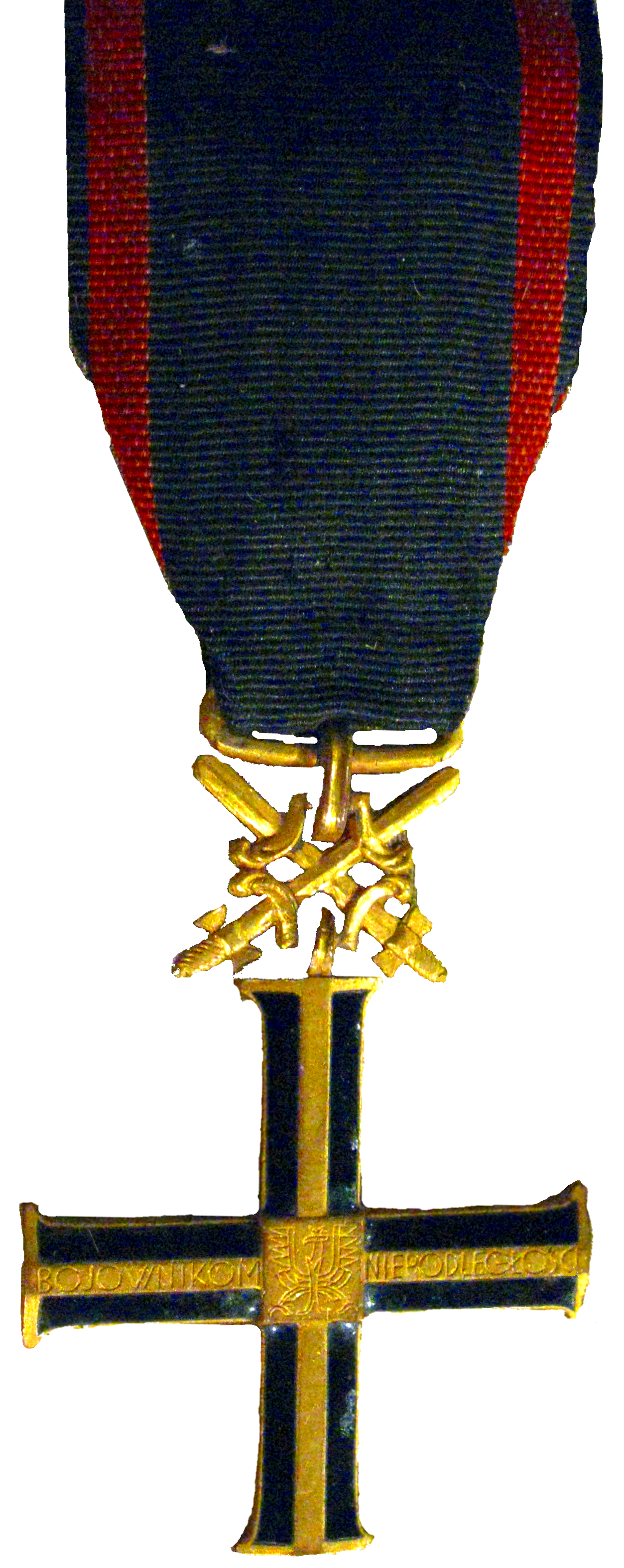

La Cruz y Medalla de la Independencia (Pol:Krzyż Niepodległości i Medal Niepodległości) fue una de las más altas condecoraciones polacas, establecidas para condecorar a los héroes que lucharon por la independencia de Polonia tanto civiles como militares entre los años 1918 y 1921 y por la recuperación de Zaolzia a los checos. Esta condecoración por el contrario no fue utilizada para galardonar a los meritorios en la Guerra Ruso-Polaca.
- Datos: Q2668909
- Multimedia: Krzyż i Medal Niepodległości / Q2668909